# چانقری
چانقری (به ترکی استانبولی: Çankırı) یکی از شهرهای کشور ترکیه و مرکز استان چانقری است.
شهر چانقری در ۱۴۰ کیلومتری شمال خاوری آنکارا و در دره‌ای پرآب و غنی قرار گرفته‌است.
بلندی این شهر از سطح دریا، ۸۰۰ متر و جمعیت آن ۶۲٫۵۰۸ نفر است.

## تاریخچه
نام این شهر در دوران باستان، گانرگا، و در دوره‌ای گرمانیکوپولیس (به یونانی: Γερμανικόπολις) و پس از آن کانداری و کانگاری بود.
مردمان بسیاری از جمله، هیتی‌ها، ایرانی‌ها (در دوره هخامنشی و پارتی)، یونانی‌ها، دولت پونتوس، رومی‌ها، بیزانسی‌ها و سرانجام سلجوقیان و ترک‌های عثمانی بر این محل فرمان رانده‌اند.
گانگرا در دوران باستان پایتخت پادشاهی پافلاگونی بود که در سال ۶۵ پیش از میلاد ضمیمهٔ استان گالاتیا در امپراتوری روم شد.
در دوره‌ای نام این شهر را به افتخار سردار رومی، گرمانیکوس، گرمانیکوپولیس (شهر گرمانیکوس) نامیدند.